# Ribera del Guadiana
Ribera del Guadiana és una denominació d'origen de vins d'Extremadura. En va ser reconeguda el 1999, quan el Ministeri d'Agricultura Pesca i Alimentació (MAPA) va ratificar el reglament del seu Consell Regulador.

## Història
Els orígens del vi a Extremadura es remunten a l'època dels pobles celtes i lusitans,però va estar la civilització romana qui faria prosperar la viticultura en el seu àmbit general. L'expansió de la vinya estremenya és relativament important des de principis del segle xvii, procés afavorit per l'augment de la demanda i del preu del vi. Durant la segona meitat del segle xix la viticultura va veure afectada per una sèrie de problemes de tipus parasitari, com va ser la fil·loxera, que produirà importants canvis en les tècniques de conreu. Conclòs el conflicte civil el 1939, amb esforç i entusiasme els viticultors van emprendre les replantacions. Més tard, en un intent de recobrar la tipicitat dels vins extremenys, es va crear el 1990 la Comissió Interprofessional de Vi de la Terra d'Extremadura. El següent pas va ser el reconeixement de la DO Ribera del Guadiana amb el nomenament de Consell Regulador Provisional a l'agost de 1996. Posteriorment, i com a preàmbul de l'esperada ratificació, l'Ordre 17/03/97 de la Junta d'Extremadura aprovava el Reglament. La denominació d'origen va ser reconeguda el 1999.

## Subregions de la Ribera del Guadiana
- Tierra de Barros: La comarca és de relleu pràcticament pla, amb sòls fèrtils, rics en nutrients i amb notable capacitat per a la retenció d'aigua. Té una altitud mitjana de 521 msnm. El clima és bastant sec, amb elevades temperatures a l'estiu, accentuades per l'acció del vent del desert. Les precipitacions oscil·len entre 350 i 450 mm a l'any. En aquesta subzona es concentren el 80% de les vinyes.
- Matanegra: Existeix certa similitud en el seu sòl i climatologia respecte a Tierra de Barros, sent una mica més suau que fa retardar en uns dies la recollida del raïm. La seva altitud mitjana és de 638 m.
- Ribera Alta: Els dipòsits quaternaris deixats pel Guadiana i els seus afluents han donat lloc a aquesta subzona amb sòls molt sorrencs. L'altitud mitjana és de 427 msnm. El clima és continental amb moderada influència atlàntica.
- Ribera Baja: Terra de caràcter argilós-llimós. L'altitud mitjana és de 286 msnm. El clima és continental amb moderada influència atlàntica. Els estius són llargs, les tardors i primaveres curts i suaus, i els hiverns no són molt rigorosos.
- Cañamero: La comarca està situada en plena Serra de Guadalupe, amb la vinya a una altitud mitjana de 849 m sobre el nivell del mar. El seu relleu és força accidentat i els cultius s'assenten preferentment en els vessants, sobre terrenys de naturalesa pissarrosa. El clima és suau, sense grans contrastos tèrmics, amb unes precipitacions mitjanes entre 750-800 mm

- Montánchez: És una zona de complicada orografia. Abundants turons que perfilen petites valls en els quals la vinya creix sobre sòls classificats com a terres marrons àcides i a una altitud mitjana de 638 msnm. De clima continental, els seus estius són molt càlids i els hiverns no gaire rigorosos. Les precipitacions se situen entre 500 i 600 mm per any.

## Varietats
Blanques: alarije, borba, cayetana blanca, pardina, macabeu, chardonnay, montua, eva, malvar, parellada, pedro ximenes i verdejo.
Negres: Garnatxa tintera, ull de llebre, boval, cabernet sauvignon, graciano, mazuela, merlot, monastrell i syrah.